# Copa El Gráfico-Perú
La Copa El Gráfico-Perú fue una competición de carácter amistoso organizada por la revista deportiva El Gráfico-Perú, filial de la revista argentina El Gráfico. Se empezó a jugar desde el año 1999, teniendo como sede la ciudad de Lima, capital del Perú —aunque algunos partidos se jugaron en otras ciudades—. Normalmente enfrentaba a equipos peruanos entre sí, aunque algunas veces contaba con la participación de equipos extranjeros. La última vez que se disputó fue en el año 2006.

## Sistema de competición
Los equipos (peruanos y extranjeros) eran invitados al azar por la revista deportiva El Gráfico-Perú a participar en el torneo.
El torneo se disputó en un solo partido. En caso de empate al finalizar los 90 min. de juego, se recurriría a los penales, para definir al campeón.
En la edición 2001, por primera vez hubo tres copas en una misma edición (2001-I, 2001-II y 2001-III), las cuales se repartieron en partidos distintos. En caso de empate, se recurriría a los penales, para definir al campeón.
En la edición 2002, por primera vez hubo dos copas en una misma edición (2002-I y 2002-II), las cuales se repartieron en partidos distintos. En caso de empate, el trofeo se lo llevaba el visitante (por ser un equipo extranjero) —solamente se utilizó ese año—.
Para la edición 2006 el formato cambiaría, a diferencia de las ediciones anteriores se desarrolló en dos etapas: Semifinales y Final. La primera etapa tiene el carácter clasificatorio de tal forma que los dos equipos ganadores se enfrentan en la final, resultando campeón aquel que gane, por otra parte los dos equipos que resultaron perdedores en la primera etapa definen el tercer y cuarto lugar.
En total se disputaron once ediciones desde 1999 hasta el 2006. Las ediciones 1999, 2001-I, 2001-II, 2001-III, 2005 y 2006 se jugaron únicamente con equipos peruanos. Las ediciones 2000, 2002-I, 2002-II, 2003 y 2004 fueron las únicas en las que se invitaron a equipos extranjeros —Chile (2000), Uruguay (2002-I y 2002-II) y Argentina (2003 y 2004)—. Las ediciones 1999, 2000, 2001-I, 2001-II, 2001-III, 2002-I, 2002-II, 2003, 2004 y 2005 se jugaron con dos equipos a partido único; mientras que la edición 2006 fue la única que se jugó con cuatro equipos en fases de eliminación directa (semifinal y final) en donde los perdedores de la semifinal se enfrentaron en un partido para definir el tercer lugar, mientras que los ganadores de la semifinal jugarían la final para definir al campeón. En las ediciones disputadas únicamente por equipos peruanos (1999, 2001-I, 2001-II, 2001-III, 2005 y 2006) lo normal era que se jugara en cancha neutral (1999, 2001-I, 2005 y 2006) aunque en algunas ediciones (2001-II y 2001-III) algunos equipos ejercieron su localía. En las ediciones 1999, 2000, 2001-I, 2001-II, 2001-III, 2003, 2004, 2005 y 2006 cuando el partido terminaba empatado al final de los 90 min. de juego el campeón se definía mediante los penales; solamente en las ediciones 2002-I y 2002-II si el partido terminaba empatado al final de los 90 min. el campeón era el equipo visitante (por ser extranjero) —de acuerdo a las reglas del torneo—; aunque en las ediciones 2000, 2003 y 2004 también jugaron equipos extranjeros y si el partido terminaba empatado después de los 90 min. de juego el campeón no sería el equipo visitante ya que se tenía que definir mediante los penales. Los partidos de las ediciones 1999, 2000, 2001-I, 2002-I, 2002-II, 2004, 2005 y 2006 se jugaron en el Estadio Nacional; mientras que los partidos de las ediciones 2001-II, 2001-III y 2003 se jugaron en otros estadios. Los partidos de las ediciones 1999, 2000, 2001-I, 2002-I, 2002-II, 2003, 2004, 2005 y 2006 se jugaron en la ciudad de Lima; mientras que los partidos de las ediciones 2001-II y 2001-III se jugaron en otras ciudades.
El torneo que inicialmente era un torneo nacional amistoso debido a que en su primera edición (1999) jugaron únicamente equipos peruanos, se convirtió en un torneo internacional amistoso debido a que en su segunda edición (2000) se invitó a un equipo extranjero.

## Ediciones

### 1999
| Fecha               | Campeón      | Resultado | Subcampeón    | Estadio          | Ciudad | TV                      |
| ------------------- | ------------ | --------- | ------------- | ---------------- | ------ | ----------------------- |
| 31 de enero de 1999 | Alianza Lima | 2 - 0     | Universitario | Estadio Nacional | Lima   | Panamericana Televisión |

### 2000
| Fecha                | Campeón       | Resultado | Subcampeón           | Estadio          | Ciudad | TV  |
| -------------------- | ------------- | --------- | -------------------- | ---------------- | ------ | --- |
| 30 de enero del 2000 | Universitario | 1 - 0     | Universidad de Chile | Estadio Nacional | Lima   | ATV |

### 2001-I
| Fecha                | Campeón          | Resultado | Subcampeón    | Estadio          | Ciudad | TV  |
| -------------------- | ---------------- | --------- | ------------- | ---------------- | ------ | --- |
| 28 de enero del 2001 | Sporting Cristal | 5 - 3     | Universitario | Estadio Nacional | Lima   | ATV |

### 2001-II
| Fecha                 | Campeón     | Resultado | Subcampeón    | Estadio       | Ciudad   | TV  |
| --------------------- | ----------- | --------- | ------------- | ------------- | -------- | --- |
| 3 de febrero del 2001 | Juan Aurich | 2 - 2     | Universitario | Elías Aguirre | Chiclayo | ATV |

Nota: Si bien el partido terminó empatado, el campeón debió definirse mediante los penales, pero debido a una pelea por parte de los jugadores de ambos equipos; la cual fue iniciada por los jugadores de Universitario quienes reclamaban la obtención de la copa, debido a que el partido terminó empatado y que la copa debería ser para el visitante; pero según las reglas del torneo, si el partido terminaba empatado, el campeón se definiría mediante los penales. Al final, los jugadores de Universitario se negaron a jugar los penales, y la copa le fue entregada al Juan Aurich.

### 2001-III
| Fecha                  | Campeón | Resultado | Subcampeón   | Estadio | Ciudad   | TV  |
| ---------------------- | ------- | --------- | ------------ | ------- | -------- | --- |
| 11 de febrero del 2001 | Melgar  | 2 - 1     | Alianza Lima | La UNSA | Arequipa | ATV |

### 2002-I
| Fecha                | Campeón | Resultado | Subcampeón   | Estadio          | Ciudad | TV  |
| -------------------- | ------- | --------- | ------------ | ---------------- | ------ | --- |
| 20 de enero del 2002 | Peñarol | 2 - 1     | Alianza Lima | Estadio Nacional | Lima   | CMD |

### 2002-II
| Fecha                | Campeón | Resultado | Subcampeón       | Estadio          | Ciudad | TV  |
| -------------------- | ------- | --------- | ---------------- | ---------------- | ------ | --- |
| 23 de enero del 2002 | Peñarol | 2 - 2     | Sporting Cristal | Estadio Nacional | Lima   | CMD |

Nota: Si bien el partido terminó empatado, la copa le fue entregada a Peñarol al ser visitante, de acuerdo a las reglas del torneo.

### 2003
| Fecha                | Campeón      | Resultado | Subcampeón    | Estadio | Ciudad | TV                 |
| -------------------- | ------------ | --------- | ------------- | ------- | ------ | ------------------ |
| 28 de enero del 2003 | Alianza Lima | 4 - 0     | Independiente | Matute  | Lima   | América Televisión |

### 2004
| Fecha                | Campeón   | Resultado     | Subcampeón  | Estadio          | Ciudad | TV                 |
| -------------------- | --------- | ------------- | ----------- | ---------------- | ------ | ------------------ |
| 18 de enero del 2004 | Cienciano | 0 (4) - 0 (3) | Estudiantes | Estadio Nacional | Lima   | América Televisión |

### 2005
| Fecha                | Campeón   | Resultado     | Subcampeón    | Estadio          | Ciudad | TV                 |
| -------------------- | --------- | ------------- | ------------- | ---------------- | ------ | ------------------ |
| 29 de enero del 2005 | Cienciano | 0 (5) - 0 (3) | Universitario | Estadio Nacional | Lima   | América Televisión |

### 2006
| Fecha                | Fase         | Ganador          | Resultado     | Perdedor     | Estadio          | Ciudad | TV                 |
| -------------------- | ------------ | ---------------- | ------------- | ------------ | ---------------- | ------ | ------------------ |
| 25 de enero del 2006 | Semifinal    | José Gálvez      | 2 (8) - 2 (7) | Alianza Lima | Estadio Nacional | Lima   | América Televisión |
| 25 de enero del 2006 | Semifinal    | Sporting Cristal | 2 - 1         | Cienciano    | Estadio Nacional | Lima   | América Televisión |
| 28 de enero del 2006 | Tercer lugar | Alianza Lima     | 0 (4) - 0 (3) | Cienciano    | Estadio Nacional | Lima   | América Televisión |
| 28 de enero del 2006 | Final        | Sporting Cristal | 2 (4) - 2 (2) | José Gálvez  | Estadio Nacional | Lima   | América Televisión |

## Palmarés

### Títulos por equipo
| Equipo               | Campeón             | Subcampeón                      | Tercero  | Cuarto   |
| -------------------- | ------------------- | ------------------------------- | -------- | -------- |
| Alianza Lima         | 2 (1999, 2003)      | 2 (2001-III, 2002-I)            | 1 (2006) | —        |
| Sporting Cristal     | 2 (2001-I, 2006)    | 1 (2002-II)                     | —        | —        |
| Peñarol              | 2 (2002-I, 2002-II) | —                               | —        | —        |
| Cienciano            | 2 (2004, 2005)      | —                               | —        | 1 (2006) |
| Universitario        | 1 (2000)            | 4 (1999, 2001-I, 2001-II, 2005) | —        | —        |
| Juan Aurich          | 1 (2001-II)         | —                               | —        | —        |
| Melgar               | 1 (2001-III)        | —                               | —        | —        |
| Universidad de Chile | —                   | 1 (2000)                        | —        | —        |
| Independiente        | —                   | 1 (2003)                        | —        | —        |
| Estudiantes          | —                   | 1 (2004)                        | —        | —        |
| José Gálvez          | —                   | 1 (2006)                        | —        | —        |

## Tabla histórica
|    | Equipo               | PJ | PG | PE | PP | GF | GC | DG | PTOS | Ediciones disputadas              |
| -- | -------------------- | -- | -- | -- | -- | -- | -- | -- | ---- | --------------------------------- |
| 1  | Alianza Lima         | 6  | 2  | 2  | 2  | 10 | 6  | +4 | 8    | 1999, 2001-III 2002-I, 2003, 2006 |
| 2  | Sporting Cristal     | 4  | 2  | 2  | 0  | 11 | 8  | +3 | 8    | 2001-I, 2002-II, 2006             |
| 3  | Universitario        | 5  | 1  | 2  | 2  | 6  | 9  | –3 | 5    | 1999, 2000, 2001-I, 2001-II, 2005 |
| 4  | Peñarol              | 2  | 1  | 1  | 0  | 4  | 3  | +1 | 4    | 2002-I, 2002-II                   |
| 5  | Melgar               | 1  | 1  | 0  | 0  | 2  | 1  | +1 | 3    | 2001-III                          |
| 6  | Cienciano            | 4  | 0  | 3  | 1  | 3  | 4  | –1 | 3    | 2004, 2005, 2006                  |
| 7  | José Gálvez          | 2  | 0  | 2  | 0  | 4  | 4  | 0  | 2    | 2006                              |
| 8  | Juan Aurich          | 1  | 0  | 1  | 0  | 2  | 2  | 0  | 1    | 2001-II                           |
| 9  | Estudiantes          | 1  | 0  | 1  | 0  | 0  | 0  | 0  | 1    | 2004                              |
| 10 | Universidad de Chile | 1  | 0  | 0  | 1  | 0  | 1  | –1 | 0    | 2000                              |
| 11 | Independiente        | 1  | 0  | 0  | 1  | 0  | 4  | –4 | 0    | 2003                              |